# Torrente Valle Codogno
Il Torrente Valle Codogno è un corso d'acqua lungo 2,05 km, che nasce sul Monte Brusada, nel comune di Verceia in provincia di Sondrio. Sfocia infine nel Torrente Ratti, nel comune di Verceia.